# Franck Gellet
Franck Gellet (né le 28 avril 1964 à Orléans) est un diplomate français.
Il est ambassadeur de France au Qatar de 2018 à 2021.

## Biographie
Né le 28 avril 1964 à Orléans, Franck Gellet est licencié en histoire et ancien élève de l'Institut d'études politiques de Paris.
Après avoir réussi le concours des affaires étrangères, il est affecté en 1988 à la direction des Français à l'étranger et des étrangers de France. Il passe ensuite au service du protocole, puis devient sous-directeur à la direction d'Afrique du Nord et du Moyen-Orient. Il occupe divers postes de premier conseiller, au Cambodge, en Algérie et en Irak. 
Alors conseiller diplomatique de Bernard Squarcini, directeur central du renseignement intérieur, il est nommé en 2010 secrétaire général de la présidence française du G20 et du G8.
De 2011 à 2014, il est ambassadeur de France au Yémen. En 2018, il remplace Éric Chevallier à la tête de l'ambassade de France au Qatar.